# Казаковщина
Казако́вщина (рос. Казаковщина) — присілок у складі Мурашинського району Кіровської області, Росія. Входить до складу Мурашинського сільського поселення.
Населення становить 52 особи (2010, 106 у 2002).
Національний склад станом на 2002 рік — росіяни 96 %.